# 밀라드 모함마디
밀라드 모함마디(페르시아어: میلاد محمدی کشمرزی, Milad Mohammadi Keshmarzi, 1993년 9월 29일 ~ )는 이란의 축구 선수로 현재 튀르키예 쉬페르리그의 아다나 데미르스포르에서 수비수 겸 미드필더로 뛰고 있으며 이란 축구 국가대표팀의 일원으로도 활동 중이다.

## 수상

### 클럽
KAA 헨트
- 벨기에 퍼스트 디비전 A : 준우승 (2019-20)